# Królewszczyzna (obwód grodzieński)
Królewszczyzna (biał. Круляўшчына, Krulauszczyna; ros. Крулевщина, Krulewszczina) – wieś na Białorusi, w obwodzie grodzieńskim, w rejonie grodzieńskim, w sielsowiecie Podłabienie.
W dwudziestoleciu międzywojennym leżała w Polsce, w województwie białostockim, w powiecie augustowskim.